# Église Notre-Dame-de-l'Assomption de Villers-sur-Authie
L'église Notre-Dame-de-l'Assomption de Villers-sur-Authie est située dans le village de Villers-sur-Authie dans le département de la Somme, au nord-ouest d'Abbeville.

## Historique
La première mention de l'existence d'une église à Villers-sur-Authie date de la fin du XIe siècle. La construction de l'église actuelle débuta au XIIIe siècle. Le chœur fut reconstruit au début du XVIe siècle. Au XIXe siècle, on reconstruisit les contreforts en brique. L'église est protégée au titre des monuments historiques :  inscription par arrêté du 19 février 1926.

## Caractéristiques

De la seconde moitié du XIIIe siècle, il reste le clocher-porche, le portail occidental et certains éléments de la nef. Le chœur reconstruit au XVIe siècle est de style gothique flamboyant. La nef unique est formée de trois travées ; le chœur se termine par une abside polygonale à trois pans, les voûtes à liernes et tiercerons sont ornées de clefs historiées et peintes : Jésus, La Vierge Maris, Joseph, les Rois Mages, la Nativité avec deux anges tenant un calice ou un phylactère, un personnage couronné et un berger, sont représentés. 
Les verrières représentent le Jugement dernier et le Léviathan, le Portement de Croix et la Crucifixion (1511-1515) et la Présentation de la Vierge au Temple, les autres scènes de la Passion dateraient du second quart du XVIe siècle, les Sybilles et les donateurs dateraient de 1573.